# Trójznak
Trójznak, trigraf – trzy litery oznaczające jedną lub dwie głoski.

## Przykłady
Ortografia:
- polska: „dzi”
- węgierska: „dzs”
- angielska i francuska: „eau”
- wietnamska: „ngh”
- niemiecka: „sch”
- włoska: „sci”